# 道依茨
道依茨（Deutz AG）是德国科隆的一家发动机生产商。其商标启用于1964年，M表示乌尔姆的Magirus公司（Magirus-Deutz），中间高耸的尖象征乌尔姆主教座堂。

## 历史

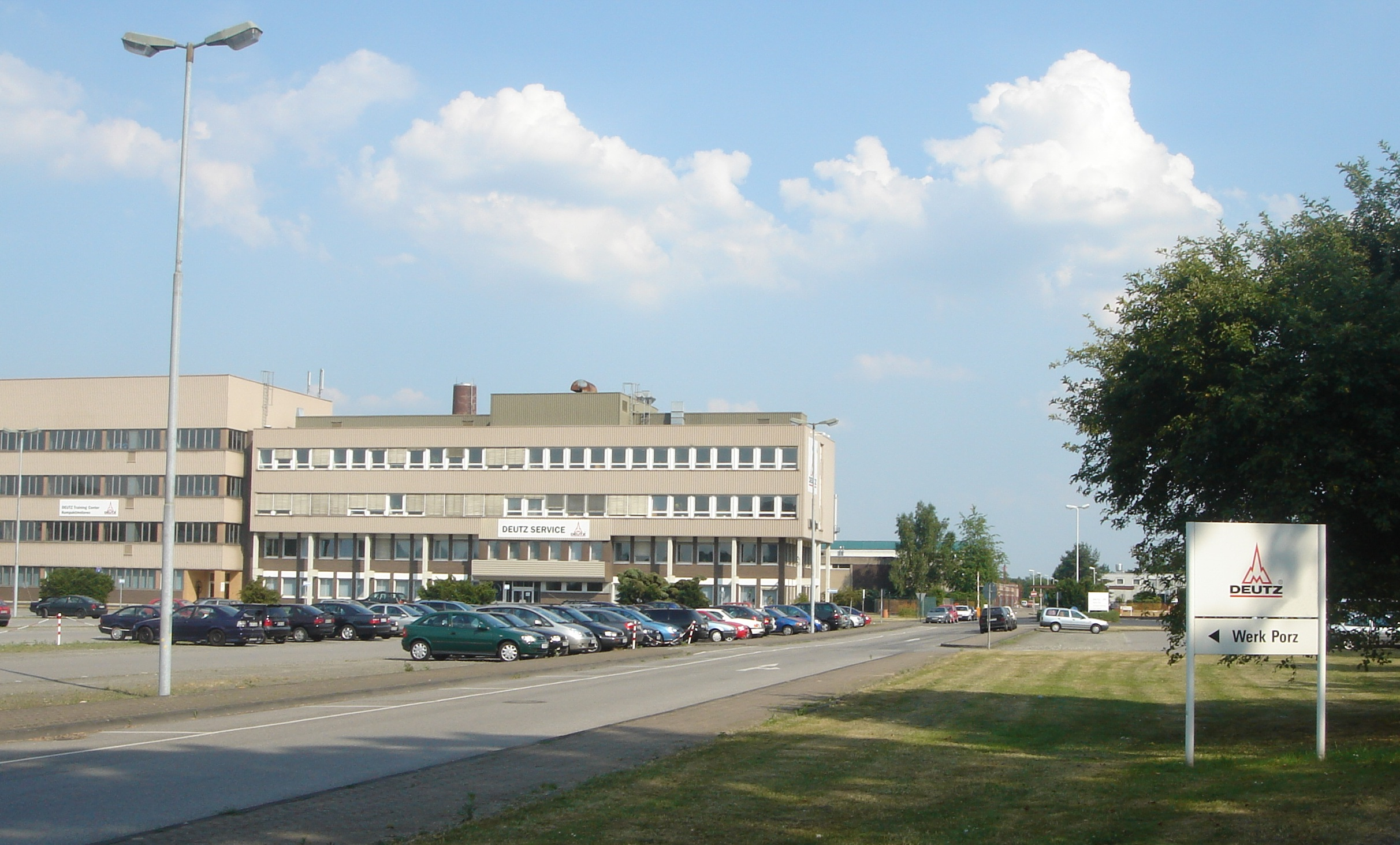
波尔茨（Porz）的道依茨生产厂

公司创建于1864年，当时名为N. A. Otto & Cie。创始人是四冲程内燃机发明者尼古拉斯·奥托，其他曾经在其麾下工作的名人包括欧根·朗根、戈特利布·戴姆勒、威廉·迈巴赫、普罗斯珀·洛朗热和埃托雷·布加蒂。
起初，尼古拉斯·奥托和他的搭档、律师欧根·朗根都对汽车没什么兴趣，只是生产固定发动机。19世纪70年代中期，技术负责人戈特利布·戴姆勒因鼓吹生产汽车，为以削弱其影响而被分配到公司的圣彼得堡工厂，后来与威廉·迈巴赫一同辞职。
道依茨也曾生产过农业机械，例如联合收割机和拖拉机（后来将农业机械部分出售给一家意大利公司SAME（Società Accomandita Motori Endotermici），以及商用车，例如卡车和客车。公司总部位于科隆波尔茨区，2004年起生产液冷和风冷柴油机。大部分产品都产自曼海姆的生产部门，该部门曾经属于一家叫MWM的公司。道依茨接管之后，工厂专门生产船用发动机，目前生产燃油和燃气均可驱动的船用发动机和发电机。道依茨同时在西班牙等国拥有生产基地；2006年12月7日与中国一汽集团在大连合资成立子公司，年产五万至十万台发动机。
二战期间，公司以Klöckner Humbolt Deutz AG的名义奉命生产火炮。
使用道依茨发动机的Magirus商用车在1960-1980年受到欢迎。

## 发动机

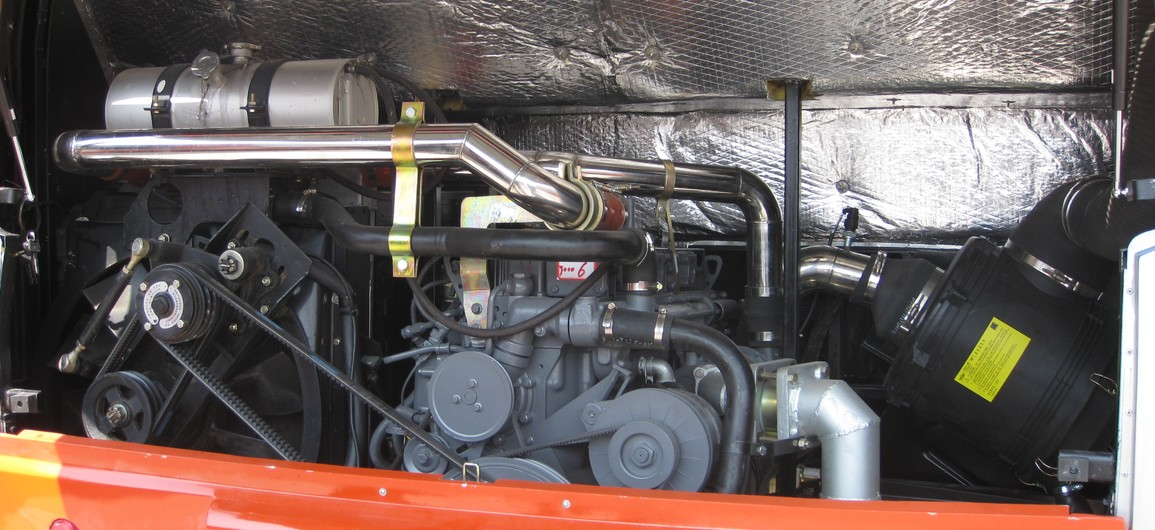
道依茨大柴生产的BF6M1013-26E3柴油发动机

道依茨生产的发动机涵盖4到4000千瓦，有风冷、油冷或水冷型号。 
2007年，“道依茨动力系统”（Deutz Power Systems）分部被卖给3i，道依茨目前只生产销售道依茨品牌发动机，只为客户生产发动机，不参与机械产品市场竞争。
2008年10月1日，道依茨动力系统更名为MWM（曼海姆机械有限公司，Motoren Werke Mannheim AG），实际上是恢复了旧名称。这家公司可上溯至1871年卡尔·本茨打下的基础，从奔驰公司剥离出发动机业务后改名为MWM，后来Klöckner-Humboldt-Deutz（道依茨）在1985年将其收归麾下。最终，这家公司绕了一个大圈子后又恢复了MWM这个名字。